# Liste der Technischen Denkmale in Radebeul
Die Liste der Technischen Denkmale in Radebeul gibt eine Übersicht über die Technischen Denkmale der sächsischen Stadt Radebeul. Diese können anhand des Anhangs zur Großen Anfrage Drs. 6/5471 (Stand 24. Juni 2016) identifiziert werden. Sie sind eine Untermenge der Kulturdenkmale in Radebeul. Die Angaben hier ersetzen nicht die rechtsverbindliche Auskunft der zuständigen Denkmalschutzbehörde.

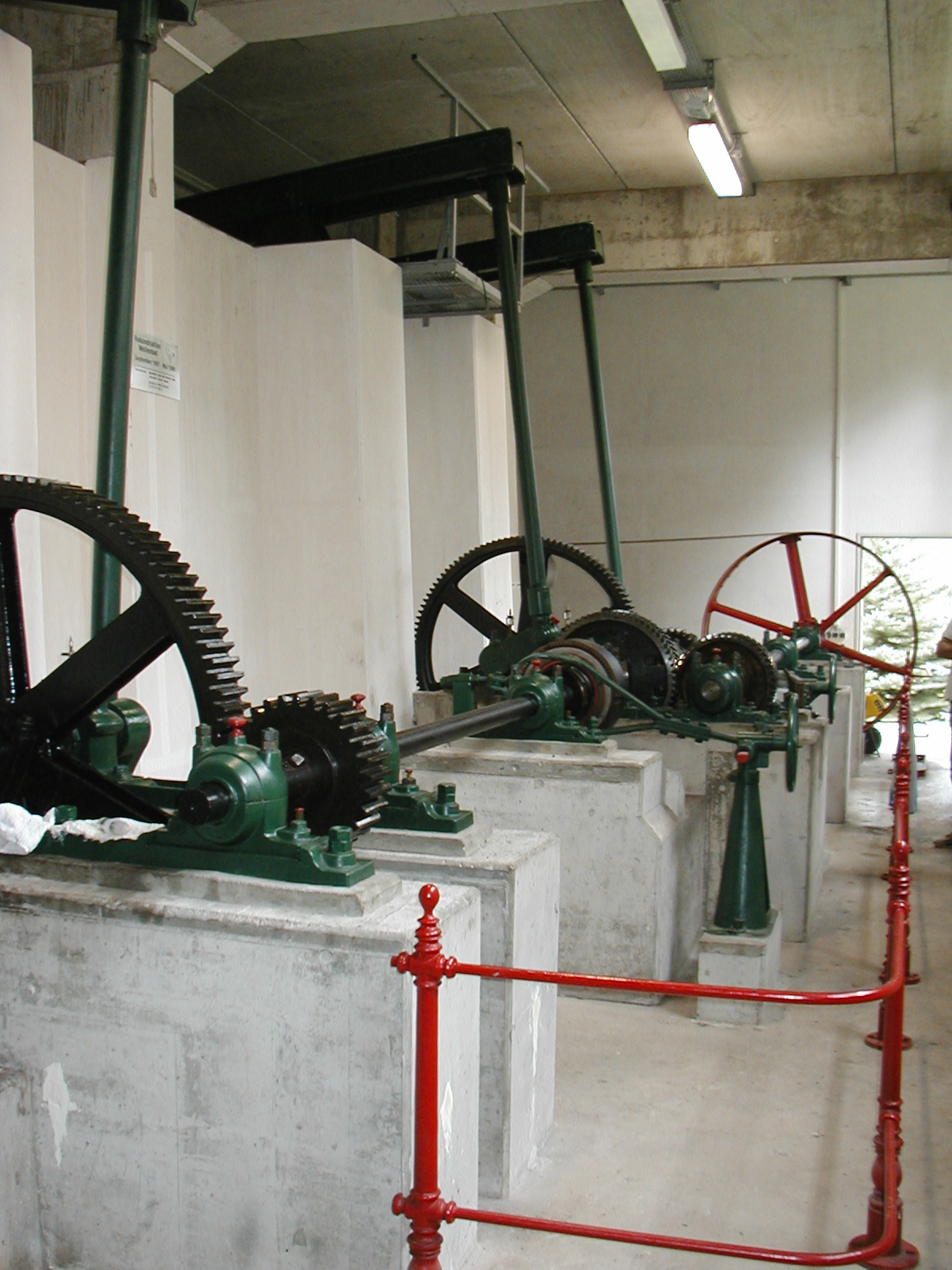
Antrieb der Undosa-Wellenmaschine im Bilzbad

## Legende
Die in der Tabelle verwendeten Spalten listen die im Folgenden erläuterten Informationen auf:
- Name, Bezeichnung: Bezeichnung des einzelnen Objekts.
- Adresse, Koordinaten: Heutige Straßenadresse, Lagekoordinaten.

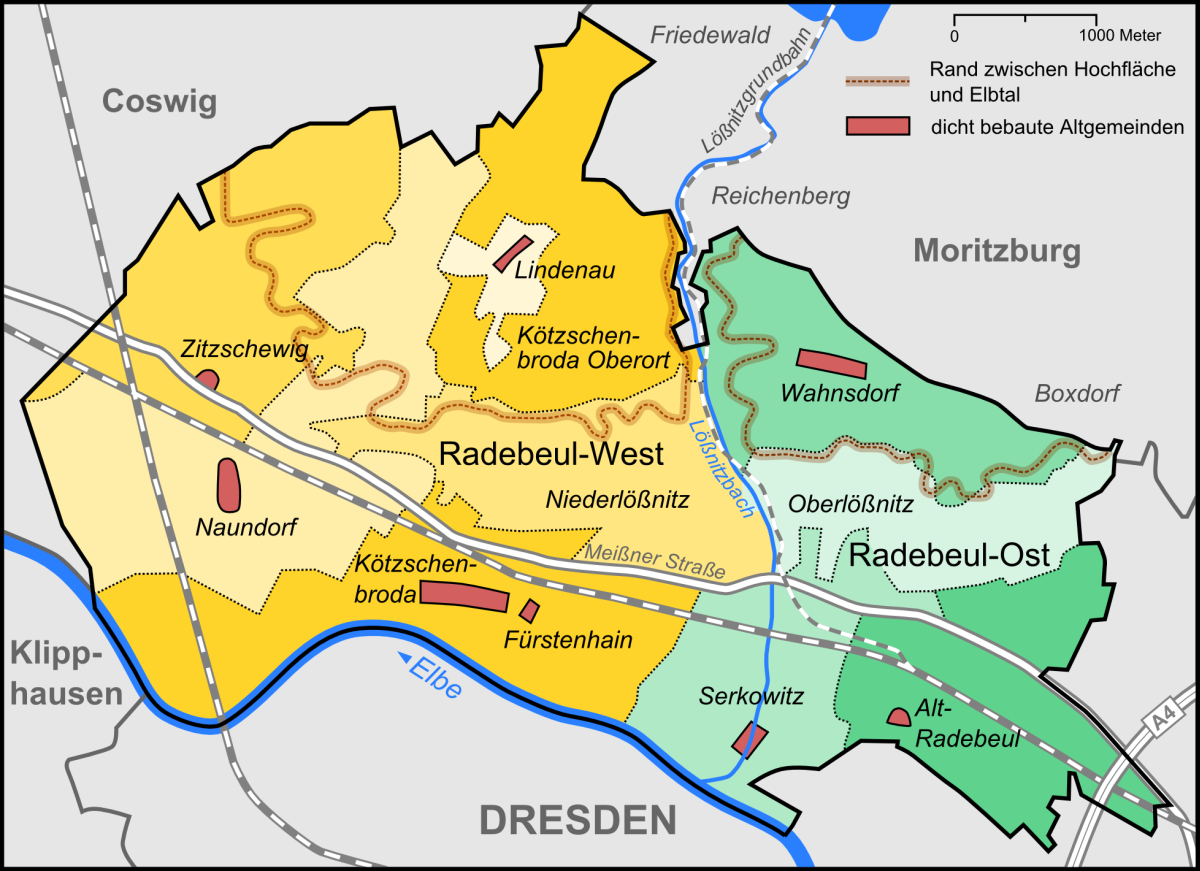
Übersicht über die Lage der Radebeuler Stadtteile

- Stadtteil: Heutiger Radebeuler Stadtteil, so wie in der hiesigen Karte dargestellt.

- FUE: Fürstenhain
- KOE: Kötzschenbroda
- KOO: Kötzschenbroda-Oberort
- LIN: Lindenau
- NAU: Naundorf
- NDL: Niederlößnitz
- OBL: Oberlößnitz
- RAD: Alt-Radebeul
- SER: Serkowitz
- WAH: Wahnsdorf
- ZIT: Zitzschewig

- Datum: Besondere Baujahre, so weit bekannt oder ableitbar, teilweise auch Datum der Ersterwähnung der Liegenschaft.
- Baumeister, Architekten: Baumeister, Architekten und weitere Kunstschaffende.
- Denkmalumfang, Bemerkung: Nähere Erläuterung über den Denkmalstatus, Umfang der Liegenschaft und ihre Besonderheiten.[2]
- Bild: Foto des Hauptobjekts.

## Technische Denkmale
| Name, Bezeichnung                                     | Adresse, Koordinaten                   | Stadtteil                    | Datum                     | Baumeister, Architekten                          | Denkmalumfang, Bemerkung | Bild |
| ----------------------------------------------------- | -------------------------------------- | ---------------------------- | ------------------------- | ------------------------------------------------ | --- | --- |
| Lößnitzgrundbahn                                      |                                        | RAD, SER, OBL, WAH, NDL, KOO | 1883/84                   |                                                  | Trasse der Schmalspurbahn sowie Durchlässe (darunter gemauerte Bögen), Teile der Stützmauer und Fernmeldefreileitung | Radebeul, Lößnitzgrundbahn bei Zufahrt zur Grundmühle                                                                |
| Triangulationspfeiler                                 | Altwahnsdorf 12 (Lage)                 | WAH                          | 1865                      |                                                  | Triangulationspfeiler der sächsischen Landvermessung im 19. Jahrhundert | Triangulationspfeiler (Wahnsdorf)                                                                                    |
| Eisenbahner-Wohnhaus Bahnhof Radebeul Ost             | Am alten Güterboden 2 (Lage)           | RAD                          | um 1895/1900              |                                                  | Eisenbahner-Wohnhaus, gehört zu Bahnhof Radebeul Ost. Ehemals Sidonienstraße 1b | Wohnhaus Am alten Güterboden 2                                                                                       |
| Güterboden Bahnhof Radebeul Ost                       | Am alten Güterboden 4 (Lage)           | RAD                          | um 1895                   |                                                  | Ehemalige Güterabfertigung mit zweigeschossigem Kopfbau. Siehe auch Liste der Radebeuler Kulturdenkmale der Lößnitzgrundbahn | Historischer Güterboden, Kopfbau                                                                                     |
| Wasserturm                                            | Am Wasserturm (Lage)                   | KOO                          | 1916/17                   | Richard Müller, Richard Schleinitz               | Wasserturm | Der Radebeuler Wasserturm                                                                                            |
| Haltepunkt Weißes Roß                                 | Augustusweg, Augustusweg 2 (Lage)      | SER                          | 1884, um 1908             |                                                  | Haltepunkt mit Empfangsgebäude (Massiv) und Wartehalle (Holz) | Haltepunkt Weißes Roß, im Hintergrund oben der Bismarckturm (Radebeul)                                               |
| Trafostation Augustusweg                              | Augustusweg, Ecke Nizzastraße (Lage)   | SER                          | um 1950                   | Reinhold Langner                                 | Trafohäuschen mit Plastiken von Reinhold Langner | Trafohaus mit zwei hölzernen Figuren von Reinhold Langner                                                            |
| Bahnhof Radebeul-Kötzschenbroda                       | Bahnhofstraße 10 (Lage)                | KOE                          | 1840, 1895/96             |                                                  | Bahnhof mit Empfangsgebäude, Bahnsteigüberdachung und weiteren Nebengebäuden sowie auf der nördlichen Seite das älteste Bahnhofsgebäude (1872) | Bahnhof Radebeul West                                                                                                |
| Verwaltungsgebäude Elektroarmaturenwerk JWH           | Fabrikstraße 27 (Lage)                 | KOE                          | um 1910                   |                                                  | Elektroarmaturenwerk JWH. Repräsentatives Verwaltungsgebäude (heute Hochspannungsarmaturenwerk) und mit Säulenportikus | Verwaltungsgebäude Elektroarmaturenwerk JWH                                                                          |
| Fabrikgebäude Madaus                                  | Gartenstraße 22 (Lage)                 | RAD                          | um 1938                   | Burkhart Ebe (Plastiken)                         | Arzneimittelwerk Dresden, Madaus. Fabrikgebäude mit Kinderplastiken (Putten mit Mörser und Kolben) | Industriegebäude Madaus                                                                                              |
| Elektrizitätswerk Niederlößnitz, Pönitzschmühle       | Lößnitzgrundstraße 46/48 (Lage)        | WAH                          | 1895/97, 1903             | Gebrüder Ziller (Entwurf Max Steinmetz) (Haus A) | Elektrizitätswerk Radebeul. (ehem.) Verwalterhaus und Nebengebäude mit Turmaufsatz des ehemaligen Elektrizitätswerkes (heute ESAG) | Elektrizitätswerk Niederlößnitz Haus B                                                                               |
| Schmiedgenmühle, Meierei                              | Lößnitzgrundstraße 82/84 (Lage)        | KOO                          | 1547 Mühle, 1881          | Gebrüder Ziller (Umbau)                          | Ursprünglich Mahl- und Schneidemühle, später Gaststätte. Heute bewohnt mit einer Sommer-Außenrestauration | Meierei |
| Bilzbad                                               | Meiereiweg 108 (Lage)                  | KOO                          | 1905, 1908, 1912, 1927/28 | F. W. Eisold, Johannes Heinsius, Alfred Tischer  | Freibad mit sogenanntem Undosa Wellenbad. Besitzer Eduard Bilz | Bilzbad |
| Werksgebäude Radebeuler Maschinenfabrik August Koebig | Meißner Straße 17 (Lage)               | RAD                          | um 1900, 1910             | F. W. Eisold (Erweiterung)                       | Radebeuler Maschinenfabrik August Koebig, Zerkleinerungsmaschinen Radebeul (ZERMA). Fabrikgebäude, heute ruinös | Firmengebäude von Koebig an der Meißner Straße                                                                       |
| Trafoturm Meißner Straße                              | Meißner Straße / Einsteinstraße (Lage) | RAD                          | um 1910                   |                                                  | Trafoturm | Trafoturm Meißner Straße, Ecke Einsteinstraße                                                                        |
| Umspannwerk Nr. 11 (Elektrizitätsverband Gröba)       | Meißner Straße 177 (Lage)              | KOE                          | 1928–30                   | Hans Hertlein                                    | ESAG Umspannwerk | Umspannwerk Nr. 11 für den Elektrizitätsverband Gröba in Radebeul                                                    |
| Gärtnerei des Hohenhauses                             | Mittlere Bergstraße 22 (Lage)          | ZIT                          | um 1885                   |                                                  | Gärtnerhaus mit Heizhaus auf dem Anwesen des Hohenhauses (Barkengasse 6) | Gärtnerhaus des Hohenhauses                                                                                          |
| Gärtnerei des Hohenhauses                             | Mittlere Bergstraße 22 (Lage)          | ZIT                          | um 1885                   |                                                  | Maschinenhaus auf dem Anwesen des Hohenhauses (Barkengasse 6) | Gärtnerhaus des Hohenhauses                                                                                          |
| Produktionsgebäude Sektkellerei Bussard               | Moritzburger Straße 44 (Lage)          | NDL                          | um 1830, um 1930 umgebaut |                                                  | Ehemalige Sektkellerei. Seit den 2000er Jahren zur Wohnanlage umgebaut. | Ehemalige Sektkellerei Bussard, heute zur Wohnanlage umgenutzt. Unterhalb des Gebäudes befindet sich ein Weingarten. |
| Bahnhof Radebeul Ost                                  | Sidonienstraße 1a, 1c (Lage)           | RAD                          | 1860, um 1895             |                                                  | Bahnhof mit Empfangsgebäude (gelber Klinker), Bahnsteig mit Überdachung und Tunnel, Wartehalle, Wirtschaftsgebäude, Spurwechselanlagen, Rollwagengrube, Überladerampe, mit Anschlüssen an das Gleisnetz, kleines Wohnhaus (Sidonienstraße 1b), Heizhaus, Lokschuppen, Wasserkran, Kohleschüttung, Ladestraße (Kopfsteinpflaster), die Ausstellung historischer sächs. Schmalspurfahrzeuge im Eigentum des Verkehrsmuseums Dresden, der Bahn AG und des Vereins Traditionsbahn Radebeul e. V. Siehe Liste der Radebeuler Kulturdenkmale der Lößnitzgrundbahn | Bahnhof Radebeul Ost · Bahnhof Radebeul Ost                                                                          |